# Модель системы аксиом
Модель системы аксиом — какой-либо математический объект, который отвечает данной системе аксиом. Истинность системы аксиом можно доказать, только построив модель в рамках другой системы аксиом, которая считается «истинной». Кроме того, модель позволяет наглядно продемонстрировать некоторые особенности данной аксиоматической теории.

## Об аксиоматических теориях
Аксиоматическая теория строится так: вводятся несколько базовых объектов (в планиметрии это точка, прямая, плоскость, «принадлежит», «находится между» и движение). Эти объекты не получают определений, зато постулируется ряд аксиом, которые и объясняют свойства этих объектов.
Аксиоматическая теория не говорит явно, существуют ли точки, прямые и плоскости. Поэтому возможны два варианта:
- Из системы аксиом будут выведены два противоположных утверждения. Такая система называется противоречивой — это значит, что точек, прямых и плоскостей не существует, а значит, не существует и планиметрии.
- Будет построена некоторая математическая конструкция (например, на основе арифметики), в рамках которой будут определены «точки», «прямые» и «плоскость». Это и будет моделью планиметрии. Построение модели подтверждает, что система аксиом состоятельна.

(в действительности для планиметрии верно второе, см. ниже.)

## Примеры

### Модельформальной логикив рамкахбулевой алгебры
- «Переменные» — булевы переменные из множества {0,1}.
- Знаки {\displaystyle \neg ,\wedge ,\vee } и {\displaystyle \to } — соответствующие операции булевой алгебры.

Подстановкой всех возможных A, B, C в аксиомы убеждаемся, что в этой модели выполняются все аксиомы. Точно так же проверяется истинность modus ponens.

### Модель планиметрии в рамкахарифметики
«Точка» — пара действительных чисел {\displaystyle (x,y)}.
«Прямая» — все точки, для которых {\displaystyle ax+by=c}, где {\displaystyle a} и {\displaystyle b} одновременно не равны 0.
«Плоскость» — все возможные пары действительных чисел {\displaystyle (x,y)}.

### Модель геометрии Лобачевского в рамках планиметрии

Модель Пуанкаре

Наиболее интересной моделью геометрии Лобачевского является модель Пуанкаре. «Плоскость» — это внутренность круга, «точкой» считается точка, а «прямой» — прямая или дуга, перпендикулярная окружности. Углы считаются как в геометрии Евклида.
Физический смысл модели таков. Пусть скорость света в круглом «мире» изменяется от c в центре до нуля на краях по закону {\displaystyle c(1-(r/R)^{2})^{2}} (а значит, показатель преломления будет 1 в центре и {\displaystyle \infty } на краях). Тогда свет будет двигаться по дугам, перпендикулярным границе, но не дойдёт до границы за конечное время. Обитателям этот «мир» будет казаться бесконечным, а геометрию Лобачевского они примут на веру.